# Gummilumpus
Gummilumpus is een geslacht van vliesvleugeligen uit de familie Torymidae. De wetenschappelijke naam van dit geslacht is voor het eerst geldig gepubliceerd in 1995 door Grissell.

## Soorten
Het geslacht Gummilumpus is monotypisch en omvat slechts de volgende soort:
- Gummilumpus bouceki (Grissell, 1980)